# Andrí Iarmòlenko
Andrí Iarmòlenko (Sant Petersburg, el 23 d'octubre de 1989) és un davanter de futbol ucraïnès que actualment juga al FC Dinamo de Kíev i a la selecció ucraïnesa.
Va ser membre del planter del Kíev, jugant amb els joves del club Lokomotiv-ONIKS. Iarmòlenko es va unir a l'acadèmia de la joventut del Dinamo de Kiev als 13 anys. No obstant, va tornar de nou a Txerníhiv al cap d'un any, essent incapaç de suportar les exigencies físiques de la formació.
Amb la selecció de futbol d'Ucraïna ha participat en dues edicions de l'Eurocopa.

## Trajectòria
Iarmòlenko va firmar un contracte de cinc anys amb el club més llorejat d'Ucraïna, el Dinamo de Kiev el desembre de 2006, encara que va ser relegat a l'equip filial. El jove talent va ser elogiat pels periodistes com al nou "Sheva", en al·lusió al seu excompany i llegenda ucraïnesa Andrí Xevtxenko, i van assenyalar les seves qualitats de bon físic, xut i, en especial, la seva velocitat. El llavors vicepresident del Dynamo, Yozhef Sabo, també va elogiar el jove, dient que Iarmòlenko té tots els ingredients per convertir-se "en un jugador de primer nivell".
L'11 de maig de 2008 Iarmòlenko va debutar amb el primer equip del Dínamo en un partit fora de casa contra Vorskla Poltava i va marcar el gol del triomf en la victòria 1-2 del seu equip.
L'estiu del 2017 va ser transferit al Borussia Dortmund, a canvi de 25 milions d'euros. El jugador arribava al club alemany per substituir la baixa d'Ousmane Dembélé, traspassat al Barça poc abans.